# Calamaria sumatrana
Calamaria sumatrana là một loài rắn trong họ Rắn nước. Loài này được Edeling mô tả khoa học đầu tiên năm 1870.

## Hình ảnh

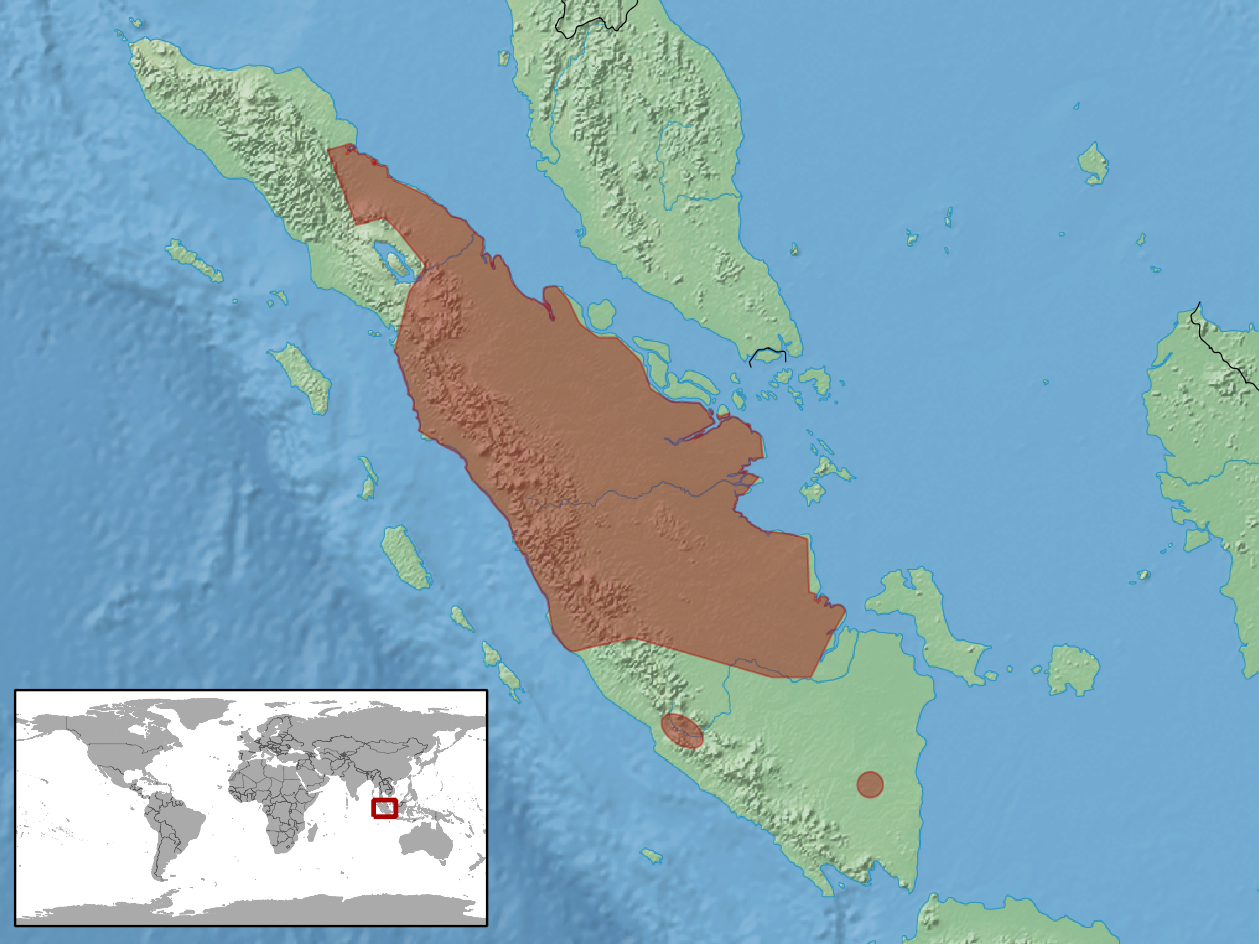